# Торпедные катера типа «Ягуар»
Торпедный катер проекта «Ягуар» (Klasse 140/141) — проект западногерманских торпедных катеров, созданный в 1950-х годах.
Разработан на базе немецкого торпедного катера (E) времён второй мировой войны. Находился на вооружении 3-й и 5-й флотилий ВМФ ФРГ с 1958 по 1976 год. Всего было построено около 20 катеров. Впоследствии часть из них была продана в Турцию в 1970-х годах и заменена ракетными катерами типа «Тигр» (Klasse 148). Данный катер послужил основой при разработке ракетного катера типа «Саар 2».
Позже были построены 10 катеров Klasse 141, идентичных предыдущему проекту, за исключением двигателя (Maybach MD 871), входившие во 2-ю флотилию. Первоначально они считались второй группой типа Jaguar, но позже стали именоваться типом Seeadler, по названию первого катера серии. Катера 141-го проекта были переданы Греции, на смену им пришли катера типа «Albatros» (Klasse 143). Последние из них были списаны в 2005 году.
Ещё 11 во многом сходных катеров были построены для экспорта в Индонезию и Саудовскую Аравию.

## Катера "Klasse 140"
| Номер вымпела NATO | Номер вымпела ФРГ | Название | Вступил в строй | Выведен из эксплуатации | Дальнейшая судьба                                                                 |
| ------------------ | ----------------- | -------- | --------------- | ----------------------- | --------------------------------------------------------------------------------- |
| P6059              | S1                | Jaguar   | 16 ноября 1957  | 22 июня 1973            | продан частной верфи (Eberhard-Werft, Arnis)                                      |
| P6058              | S2                | Iltis    | 19 декабря 1957 | 31 января 1975          | Корабль-мишень, далее в ВМС Турции для «каннибализации» (разобраны на запчасти)   |
| P6062              | S3                | Wolf     | 12 февраля 1958 | 21 марта 1975           | в ВМС Турции P335 Kalkan                                                          |
| P6061              | S4                | Luchs    | 27 марта 1957   | 1 декабря 1972          | продан частной компании                                                           |
| P6060              | S5                | Leopard  | 20 мая 1958     | 28 мая 1973             | продан частной верфи                                                              |
| P6065              | S12               | Löwe     | 5 февраля 1959  | 25 апреля 1975          | в ВМС Турции P332 Kiliç                                                           |
| P6066              | S13               | Fuchs    | 17 марта 1959   | 13 июля 1973            | продан частной верфи                                                              |
| P6067              | S14               | Marder   | 7 июля 1959     | 22 июня 1972            | продан частной верфи                                                              |
| P6082              | S15               | Weihe    | 28 октября 1959 | 5 июля 1972             | Корабль-мишень ВМС Франции, потоплен в 1986 году близ Тулона                      |
| P6083              | S16               | Kranich  | 19 декабря 1959 | 2 ноября 1973           | Корабль-музей в Бремерхафене, в 2006 году отправлен на слом.                      |
| P6085              | S17               | Storch   | 12 марта 1960   | 29 марта 1974           | в ВМС Турции P331 Tufan                                                           |
| P6087              | S18               | Häher    | 5 апреля 1960   | 15 декабря 1974         | в ВМС Турции P333 Mizrak                                                          |
| P6088              | S19               | Elster   | 8 июля 1960     | 19 июля 1974            | продан частной верфи (Eberhard-Werft, Arnis)                                      |
| P6089              | S20               | Reiher   | 15 августа 1960 | 21 августа 1973         | в ВМС Турции для «каннибализации» (?)                                             |
| P6091              | S21               | Dommel   | 4 февраля 1961  | 22 марта 1974           | на Eberhard-Werft, Arnis переделан в частную яхту Lina III, позже El Chris        |
| P6090              | S22               | Pinguin  | 28 марта 1961   | 14 декабря 1972         | в ВМС Турции P336 Karayel, в 2007 году возможно переделан в частную яхту Sea Star |
| P6063              | S23               | Tiger    | 15 октября 1958 | 20 декабря 1974         | в ВМС Турции P334 Yildiz                                                          |
| P6064              | S24               | Panther  | 12 декабря 1958 | 1 марта 1973            | продан частной верфи (Eberhard-Werft, Arnis)                                      |
| P6084              | S29               | Alk      | 14 января 1960  | 6 августа 1974          | в ВМС Турции для «каннибализации» (?)                                             |
| P6086              | S30               | Pelikan  | 30 марта 1960   | 31 мая 1974             | в ВМС Турции P330 Firtina                                                         |

## Катера "Klasse 141"
| Номер вымпела NATO | Номер вымпела ФРГ | Название | Вступил в строй | Выведен из эксплуатации | Дальнейшая судьба                                                              |
| ------------------ | ----------------- | -------- | --------------- | ----------------------- | ------------------------------------------------------------------------------ |
| P6068              | S 6               | Seeadler | 29 августа 1958 | 30 июля 1976            | В ВМС Греции, P50 (до 1980: P196) Esperos (ΕΣΠΕΡΟΣ) с 1977 до 2004             |
| P6069              | S 7               | Albatros | 27 января 1959  | 19 декабря 1975         | В ВМС Греции для «каннибализации»                                              |
| P6070              | S 8               | Kondor   | 24 февраля 1959 | 25 июля 1976            | В ВМС Греции, P54 (P228) Lailaps (ΛΑΙΛΑΨ) с 1977 до 2004                       |
| P6071              | S 9               | Greif    | 3 марта 1959    | 1 декабря 1976          | В ВМС Греции, P53 (P199) Kyklon (ΚΥΚΛΩΝ) с 1976 до 2005                        |
| P6072              | S 10              | Falke    | 14 апреля 1959  | 26 сентября 1975        | В ВМС Греции, P51 (?) (P197) Kataigis (ΚΑΤΑΙΓΙΣ) с 1976 до 1981, в 1979 сгорел |
| P6073              | S 11              | Geier    | 3 июня 1959     | 27 июня 1975            | В ВМС Греции, P56 (P230) Tyfon (ΤΥΦΩΝ) с 1976 до 2005                          |
| P6074              | S 25              | Bussard  | 21 марта 1959   | 28 ноября 1975          | В ВМС Греции для «каннибализации»                                              |
| P6075              | S 26              | Habicht  | 21 июня 1959    | 24 сентября 1976        | В ВМС Греции, P52 (P198) Kentavros (ΚΕΝΤΑΥΡΟΣ) с 1977 до 1995                  |
| P6076              | S 27              | Sperber  | 1 июля 1959     | 27 февраля 1976         | В ВМС Греции для «каннибализации»                                              |
| P6077              | S 28              | Kormoran | 9 ноября 1959   | 26 ноября 1976          | В ВМС Греции, P55 (P229) Scorpios (ΣΚΟΡΠΙΟΣ) с 1977 до 1995                    |